# Anvar Ginghisoglu
Anvar Ginghisoglu (în azeră: Ənvər Çingizoğlu; n. 10 mai 1962, Xudayarlı⁠(d), Jabrayil District⁠(d), Azerbaidjan – d. 10 iulie 2022, Bakı, Azerbaidjan) a fost un prozator și istoric azer, redactor-șef al postului TV AzTV.

## Biografie
Anvar Ginghisoglu s-a născut în Cabrail, Azerbaidjan la 10 mai 1962, și a fost student la Universitatea Statală Azeră.

## Scrieri
- Hacılılar ("Hajilu tribe"), Baku, 2004.
- Səfikürdlülər ("Safikyurdlu"), Baku, 2005.
- Qarabağ xanlığı (" Hanatul Karabah"), Baku, 2008.
- Qacar kəndi və qacarlar (Qajar village and Qajars), Baku, 2008.
- Avșarlar ("Afshar tribe"), Baku, 2008.
- Zülqədər eli ("Zulkadir tribe"), Baku, 2011.
- Qaradağ xanlığı ("Hanatul Karadah"), Baku, 2011.
- Șəmșəddil sultanlığı ("Shamshaddil Sultanate"),Baku, 2013.
- Baharlılar ("Baharlu"), Baku, 2013.
- Püsyan eli ("Pessian tribe"), Baku, 2013.
- Sərab xanlığı (" Hanatul Sarab"), Baku, 2013.
- Urmiya xanlığı ("Hanatul Urmia"), Baku, 2013.
- Marağa xanlığı ("Hanatul Maragheh"), Baku, 2013.
- Ərdəbil xanlığı (" Hanatul Ardabil"), Baku, 2014.
- Cavanșir eli:Sarıcalılar ("Javanshir tribe: Sarujalins"), Baku, 2015.
- Zəncan xanlığı ("Hanatul Zanjan"), Baku, 2015.

## Scenarii de film
- Scenariu la filmul Avșarlar - 1996
- Scenariu la filmul Xurșidbanu Natəvan - 2012
- Scenariu la filmul Zəngəzur qartalı - 2012
- Scenariu la filmul Ucalıq düsturu - 2012